# 權值 (網路)
權值（英語：Metrics），又稱路由度量（routing metric），是電腦網路上，路由的參數之一，這個參數被用來決定某個特定路徑是否應該被選擇。權值主要在動態選徑時使用。權值包含了被路由演算法使用來決定哪一條路徑較另一條路徑好的所有數值。度量可能包括許多資訊，例如頻寬、延遲、經過節點數、路徑成本、負載、最大傳輸單元（MTU）、可靠性及傳輸成本等。路由表只儲存最佳的可能路徑，但連線狀態或拓撲資料庫可能儲存其他相關的資訊。
路由會選擇最低權值的閘道器路徑（預設路徑，default gateway）前進。如果權值為0，代表該路徑的目的地，與本地端介面是連接在同一個網路上。如果權值大於零，該路徑的目的地會被認為外部位址，必須透過外部閘道器才能抵達目的地。